# Bruno Schriber
Bruno Schriber (* 21. Januar 1947) ist ein ehemaliger Schweizer Fussballspieler, der von etwa 1965 bis 1969 für den FC Winterthur spielte.

## Karriere
Schriber bestritt etwa 1965 sein erstes Pflichtspiel für den FC Winterthur.
In der NLA-Saison 1966/67 kam Schriber regelmässig zum Einsatz und schoss in 17 Spielen vier Tore für die Winterthurer. Nach dem Abstieg aus der höchsten Spielklasse war er 1967/68 Teil der Aufstiegsmannschaft, die die letzte erfolgreiche Phase des Vereins einläutete. Nach dem Wiederaufstieg kam der Stürmer konnte sich jedoch gegen die starke Konkurrenz (Konietzka, Meili) auf seiner Spielposition nicht durchsetzen, nur noch einmal stand er noch für 18 Minuten auf dem Feld.
Danach wechselte er zum FC Frauenfeld in die drittklassige 1. Liga.